# Лесичово (община)
Лесичово (болг. Община Лесичово) — община в Болгарии. Входит в состав Пазарджикской области. Население составляет 5851 человек (на 21 июля 2005 г.).
Административный центр общины в селе Лесичово (с 1983 года). Кмет общины Лесичово — Иван Ангелов Стоев (коалиция в составе 2 партий: Граждане за европейское развитие Болгарии (ГЕРБ), Союз демократических сил (СДС)) по результатам выборов в правление общины 2007 года.

## Состав общины
В состав общины входят следующие населённые пункты:
1. Боримечково
2. Динката
3. Калугерово
4. Лесичово
5. Памидово
6. Церово
7. Штырково